# Route B3 (Namibie)
Pour les articles homonymes, voir Route B3.

La route nationale B3 est une route nationale de Namibie. Elle traverse la région de ǁKaras, au sud, sur 179 kilomètres, reliant la route nationale B1 (carrefour à Grünau) à la frontière sud-africaine au poste-frontière de Nakop, via la ville de Karasburg. En Afrique du Sud, la route continue sous le nom de N10 en direction d'Upington.

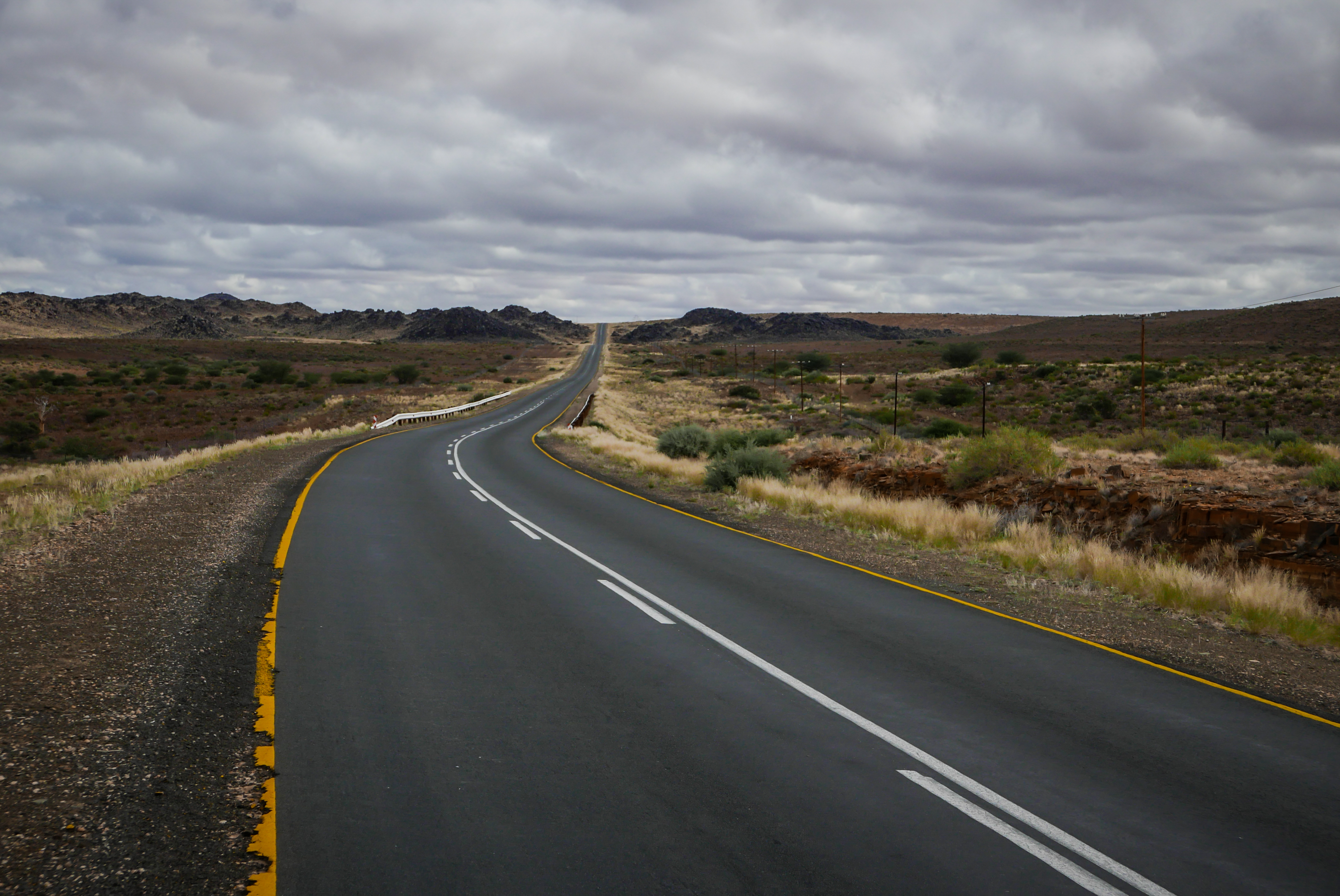
La B3 à Ariamsvlei, près de la frontière sud-africaine.
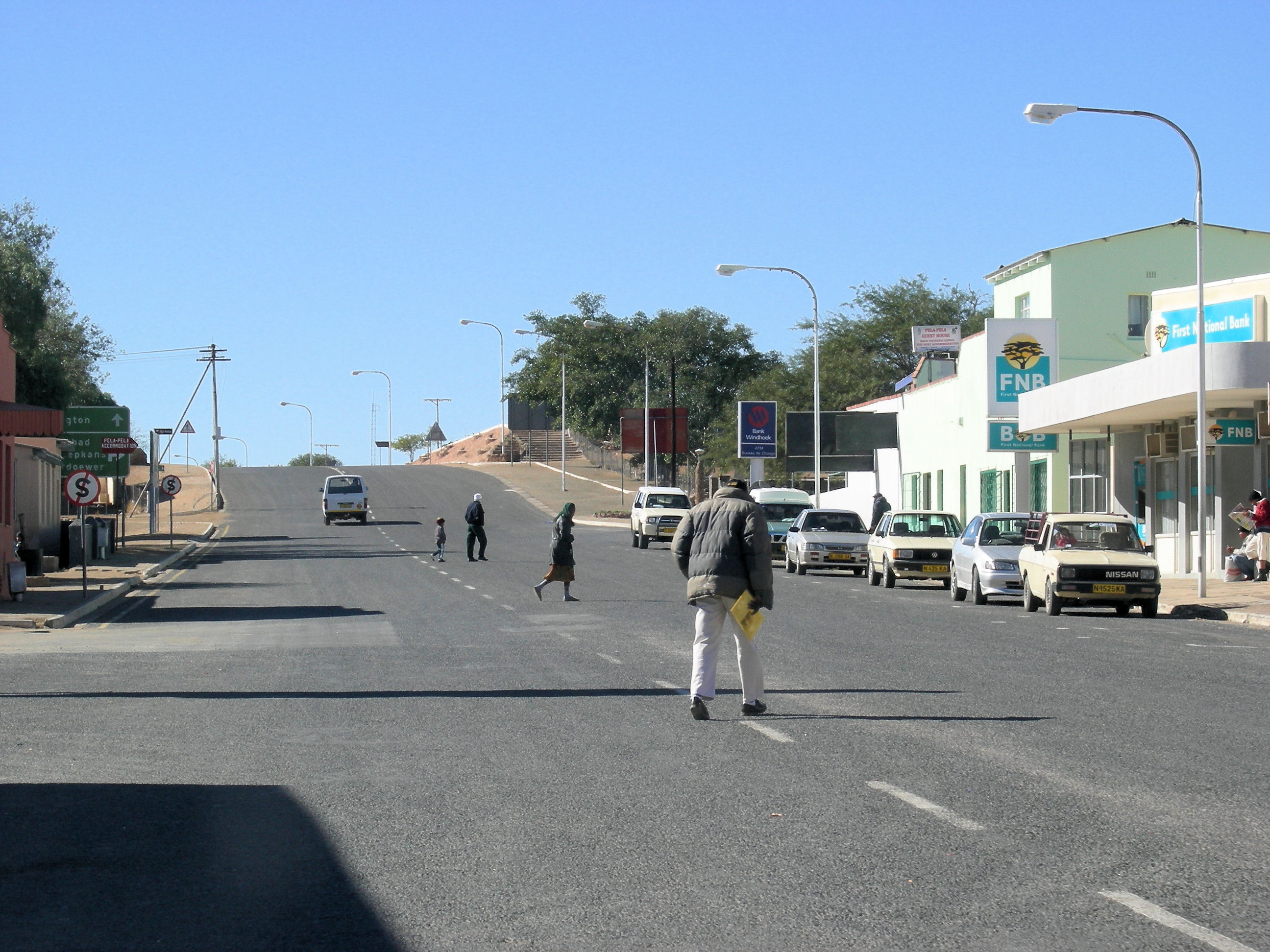
La B3 traversant Karasburg.